# Roy Hattersley

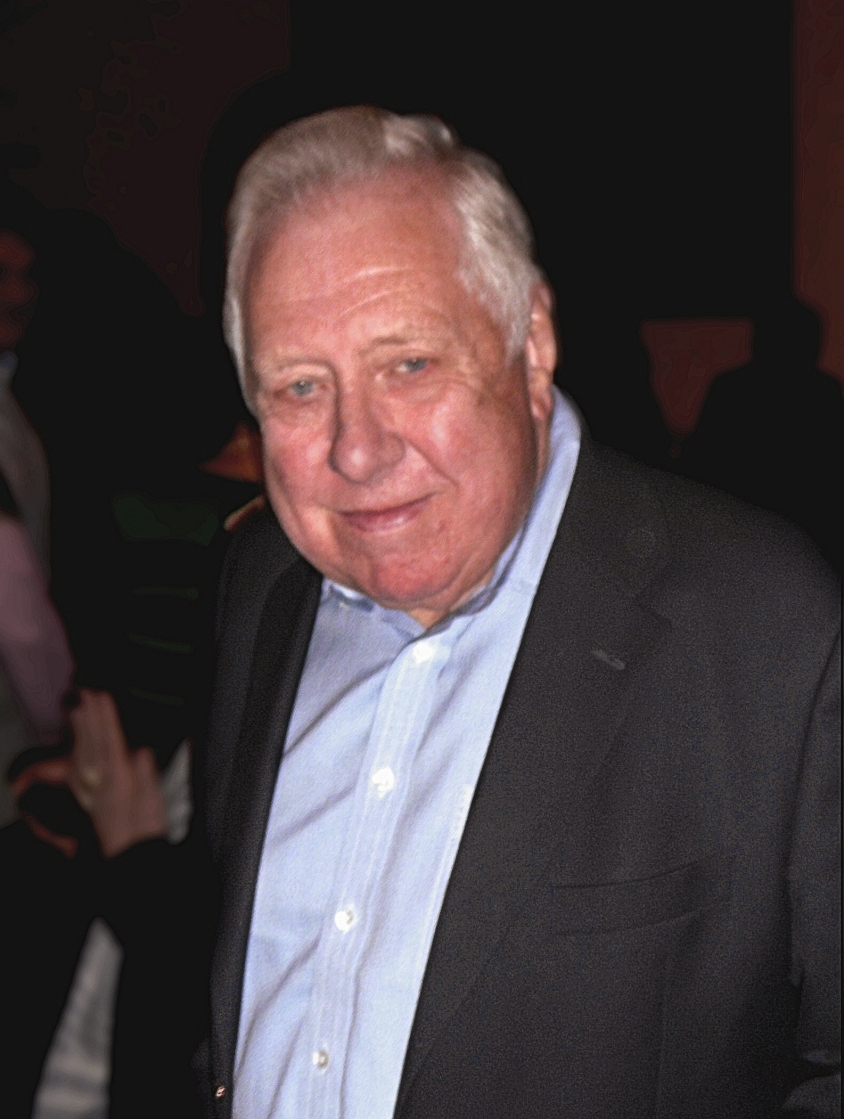
Roy Hattersley in 2008

Roy Sydney George, Baron Hattersley (Sheffield, 28 december 1932) is een Brits Labour-politicus, schrijver en journalist uit Sheffield.
Hij was parlementslid van 1964 tot 1997. Verder hield hij kort een ministerpost, van 1969 tot de Labour verkiezingsnederlaag in 1970. Van 1983 tot 1992 diende hij als plaatsvervangend leider van de Labour-partij. In 1997 werd hij benoemd tot baron.
- Bibsys: 90084563
- Bibliothèque nationale de France: cb16531571m (data)
- CiNii: DA01802620
- Gemeinsame Normdatei: 119513293
- International Standard Name Identifier: 0000 0001 2137 7331
- Library of Congress Control Number: n50024611
- Bibliotheek van het Japanse parlement: 00882404
- Nationale Bibliotheek van Tsjechië: jcu20191054842
- Nationale bibliotheek van Australië: 35178412
- Nationale Bibliotheek van Israël: 987007591036805171
- Nederlandse Thesaurus van Auteursnamen: 070634734
- Réseau des bibliothèques de Suisse occidentale: 02-A018130310
- Système universitaire de documentation: 075754363
- Virtual International Authority File: 67277767
- WorldCat: E39PBJpJbjdKFwGMY4tyQMkCcP